# Titulaire sur zone de remplacement
Le titulaire sur zone de remplacement (TZR) est un professeur titulaire de l'enseignement secondaire français, affecté à titre définitif sur une zone de remplacement (ZR) obtenue au mouvement intra-académique du mouvement national à gestion déconcentrée[pas clair]. Cette affectation est relativement courante et traduit le plus souvent l'entrée dans la carrière des lauréats de concours à l'issue de leur titularisation.

## Le cadre statutaire
Le TZR est un enseignant à part entière. Dans le cadre de la mission de remplacement qui lui est confiée, il doit utiliser ses compétences, qui ont reçu la même validation que celles des autres enseignants (concours à bac +5 suivi d'une année de stage en établissement), et être capable de faire face à une demande de suppléance quasi immédiate. Si le remplacement auquel il est affecté est de courte durée, le TZR perçoit des indemnités de sujétion spéciale de remplacement (ISSR), sous forme d'un versement forfaitaire quotidien, débutant le jour d'arrivée dans l'établissement. En cas de remplacement à l'année, ses déplacements seulement sont remboursés au cas par cas.
En accord avec les textes définissant la fonction de TZR, le TZR est affecté au mois de juin sur une zone de remplacement à la suite du mouvement des enseignants du second degré par un arrêté qui indique également son établissement de rattachement administratif (RAD). En l'absence d'affectation du TZR par le rectorat (services de la DPE) pour lui faire exercer des suppléances, c'est le chef d'établissement du RAD qui gère et organise les heures de service du TZR au sein de son établissement. C'est notamment dans son RAD que le TZR signe son PV d'installation au mois de septembre, et se voit attribuer sa note administrative au cours du second trimestre. 
Les textes et la jurisprudence affirment la pérennité du RAD. En pratique toutefois, le RAD est souvent modifié d'une année sur l'autre par l'administration, ce qui a notamment pour conséquence le non remboursement des frais de déplacement engagés lors des missions confiées et donc une forte réduction de la rémunération « nette » de ces frais de déplacement ou des déménagements très fréquents. De nombreux recours contentieux ont dénoncé cette pratique. Tous ont confirmé la pérennité de l'établissement de rattachement. En 2007, le syndicat national des salariés de la fonction publique (SNSFP), à l'issue d'un recours contentieux, a obtenu du recteur d'académie de Toulouse la pérennité du RAD pour tous les TZR de l'académie. Ce syndicat a alors affirmé vouloir contraindre tous les rectorats à respecter les textes en utilisant la même stratégie[réf. nécessaire].
Le TZR conserve l'affectation en zone de remplacement qui lui a été attribuée au mouvement intra-académique jusqu'à ce qu'il obtienne une mutation demandée (au mouvement inter ou intra-académique) ou que le poste qu'il occupe soit supprimé par mesure de carte scolaire.

## La zone de remplacement (ZR)
La zone de remplacement, représente la zone géographique de l'académie dans laquelle le TZR peut être affecté à l'année ou rattaché administrativement pour effectuer des suppléances, sachant qu'en cas de besoin, des suppléances, ou une affectation à l'année, peuvent également lui être proposées en ZR limitrophe : les « établissements d'exercice peuvent être situés, lorsque l'organisation du service l'exige, dans une zone limitrophe » (décret 99-823 du 17 septembre 1999 – note de service 99-152 du 7 octobre 1999 – bulletin officiel n° 36 du 14 octobre 1999).
L'organisation des zones de remplacement est de la responsabilité de chaque académie. La taille de ces zones diffère selon les disciplines : elles prennent généralement trois formes. Elles peuvent être infra-départementales (plus petites qu'un département), départementales, comme par exemple les ZR Essonne, ZR Hauts-de-Seine, ZR Val-d'Oise et ZR Yvelines dans l'académie de Versailles. Elles peuvent enfin représenter toute une académie (académie de Rouen pour les enseignants de langue arabe par exemple). L'académie de Versailles attribue par exemple une ZR infra-départementale aux enseignants de lettres modernes, EPS, anglais et histoire-géographie, une ZR départementale aux enseignants de philosophie, lettres classiques, allemand, etc., et enfin une ZR académique aux enseignants des disciplines dont le nombre de TZR est inférieur à vingt (japonais, génie civil et informatique par exemple).

## Sigles spécifiques à la fonction de TZR
- TZR : titulaires sur zone de remplacement
- ZR : zone de remplacement
- AFA : affectation à l'année
- RAD : (établissement de) rattachement administratif
- ISSR : indemnité de sujétion spéciale de remplacement
- PV : procès-verbal d'installation
- DPE : Direction des Personnels enseignants